# Rancho La Cañada
Rancho La Cañada era una concesión de tierras mexicana de 5832 acres (23,60 km²) en las colinas de San Rafael y el valle de Crescenta, en el actual condado de Los Ángeles, California, otorgada en 1843 por el gobernador Manuel Micheltorena a un maestro de escuela mexicano de Los Ángeles, Ygnacio Coronel. 
El nombre significa «rancho del cañón». El rancho incluía la actual ciudad de La Cañada Flintridge y la comunidad de La Crescenta-Montrose.

## Historia
En 1843, Ygnacio Coronel recibió una propiedad que llamó La Cañada Atras de Rancho Los Verdugos ("cañón detrás del rancho Verdugo"). Julio Verdugo impugnó la concesión alegando que era parte de su Rancho San Rafael. Ygnacio Coronel construyó una pequeña casa cerca de donde ahora está Glendale College y cultivó allí hasta que los forajidos amenazaron a su familia. Durante la guerra mexicano-estadounidense (1847), Coronel abandonó el rancho y en 1852 vendió Rancho La Cañada a los socios legales Jonathan R. Scott y Benjamin Hayes. Scott había llegado al sur de California desde Misuri en 1849 y se convirtió en el primer juez de paz estadounidense en Los Ángeles. Tomó juramento al primer Ayuntamiento de Los Ángeles el 3 de julio de 1850. Scott compró la parte de Hayes de Rancho La Cañada.
Con la cesión de California a los Estados Unidos después de la guerra entre México y Estados Unidos, el Tratado de Guadalupe Hidalgo de 1848 dispuso que las concesiones de tierras se respetarían. Como lo exigía la Ley de Tierras de 1851, se presentó una reclamación por Rancho La Cañada ante la Comisión de Tierras Públicas en 1852, y la concesión fue patentada a nombre de Scott en 1866.
En 1857, Scott intercambió Rancho La Cañada con Julio y Catalina Verdugo, herederos de José María Verdugo, por 4607 acres (19 km²) en el lado oeste de Rancho San Rafael, lo que hoy es Burbank. En 1875, Rancho La Cañada se vendió a dos buscadores de salud de Míchigan, Jacob Lanterman, un dentista, y el coronel Adolphus Williams, un veterano de la Guerra Civil.